# Timothy McVeigh

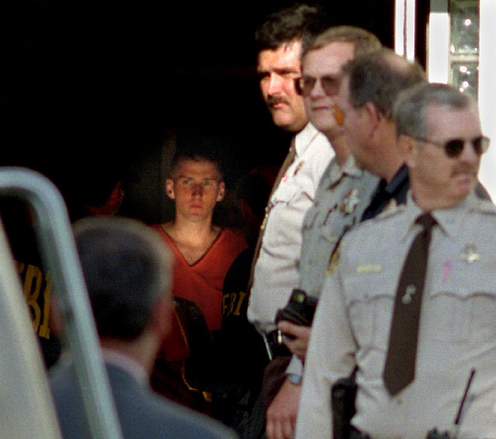
Timothy McVeigh förs ut från domstolen i Perry, Oklahoma den 21 april 1995.

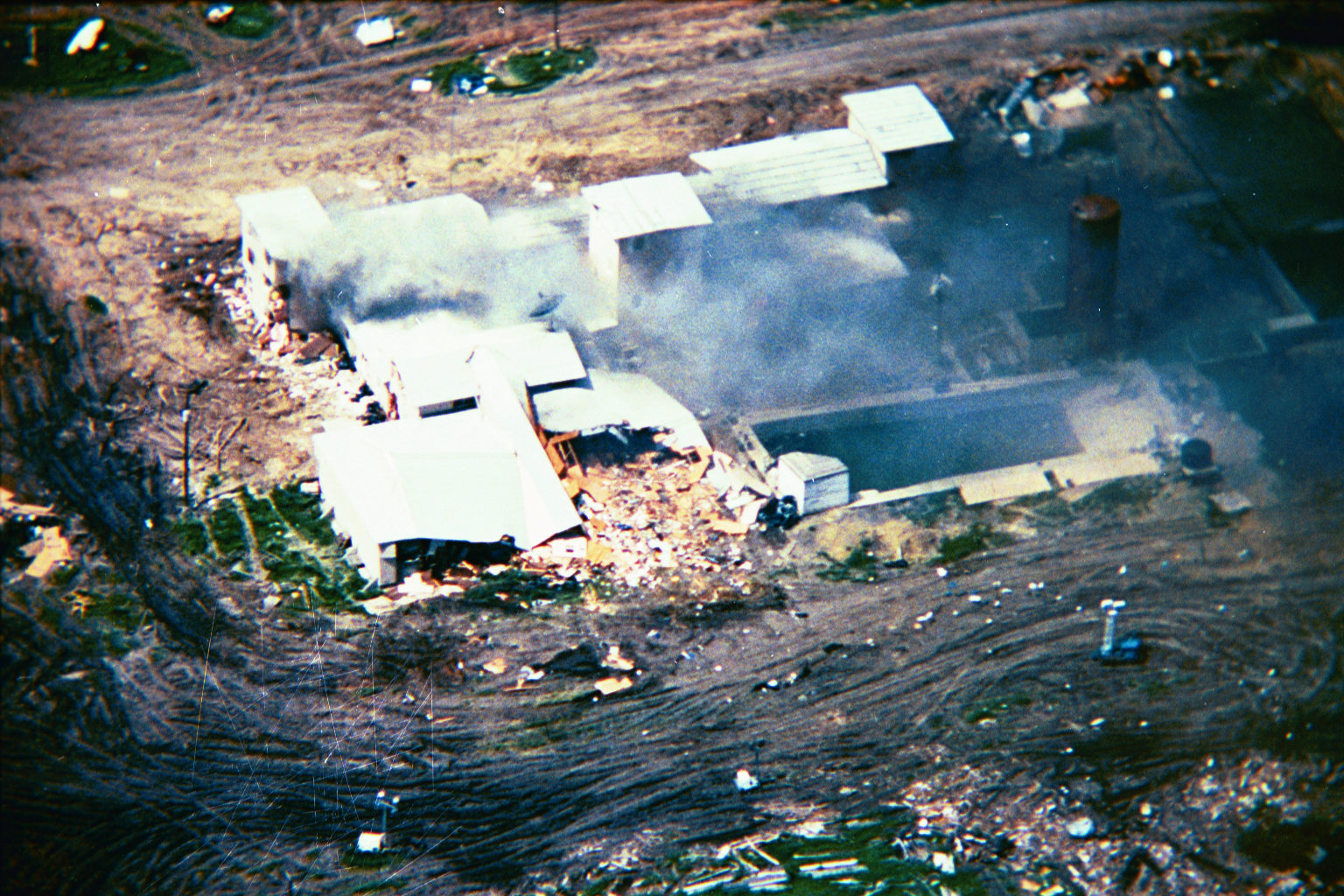
Davidianernas Ranch Apocalypse efter FBI:s och militärens stormning den 19 april 1993.

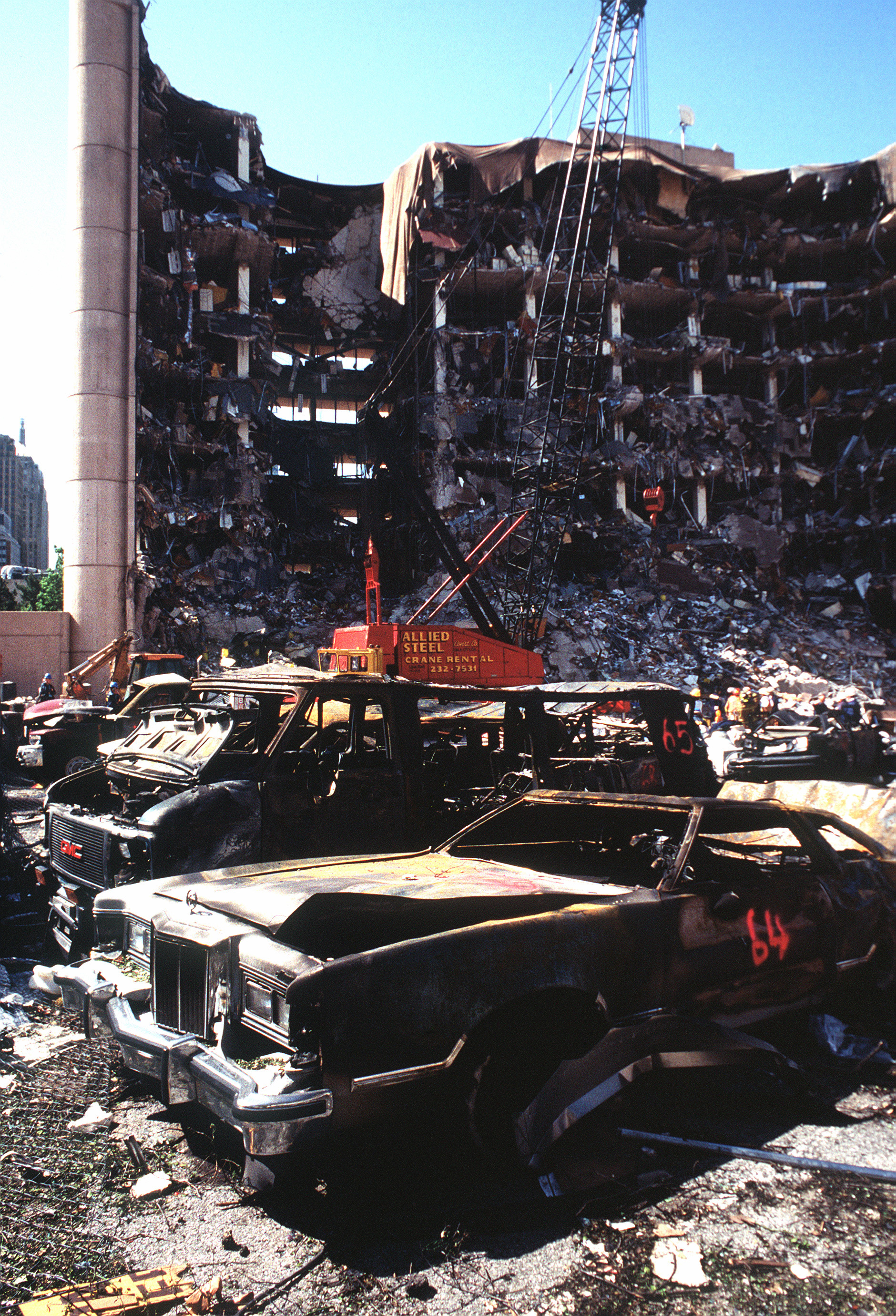
Alfred P. Murrah Federal Building i Oklahoma City efter bombdådet den 19 april 1995.

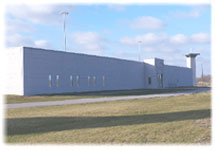
Federal Correctional Complex i Terre Haute där Timothy McVeigh avrättades den 11 juni 2001.

Timothy James McVeigh, född 23 april 1968 i Lockport i New York, död (avrättad) 11 juni 2001 i Terre Haute i Indiana, var en amerikansk militär, högerextremist och terrorist, dömd för att den 19 april 1995 ha utfört bombdådet i Oklahoma City som sammanlagt krävde 168 människoliv, varav 19 barn, med ytterligare 650 skadade. McVeigh, som sympatiserade med den amerikanska milisrörelsen, var fast besluten att hämnas på de federala myndigheterna för deras stormning av Davidianernas högkvarter i Waco, Texas i april 1993, på dagen två år tidigare. Han utförde dådet med förhoppning om att det skulle utlösa en revolt mot de, som han ansåg, tyranniska federala myndigheterna.
McVeigh fälldes för elva federala brott, dömdes till döden och avrättades med en giftinjektion den 11 juni 2001.

## Biografi
McVeigh föddes i Lockport 1968. Hans föräldrar, William och Mildred McVeigh, skildes när han var tio år gammal, och han växte upp hos sin far i Pendleton, New York.
När McVeigh studerade på high school utvecklade han ett stort intresse för datorer och lyckades med att hacka sig in på olika offentliga datasystem innan han i juni 1986 avlade examen med tämligen låga betyg. McVeigh blev med tiden särskilt intresserad av handeldvapen och vapenlagar och fokuserade på det andra tillägget till Bill of Rights, vilket i översättning lyder: "Enär en välorganiserad milis är nödvändig för en fri Stats säkerhet, skall Folkets rätt att inneha och bära vapen ej kränkas."

### Soldat
Vid tjugo års ålder tog McVeigh värvning i USA:s armé. Han fortsatte att intressera sig för vapen och läste även om olika typer av sprängmedel. Han förärades med en Bronze Star för sin tjänstgöring i Kuwaitkriget (1990–1991) och utmärkte sig som en enastående skytt i 1st Infantry Division. Innan McVeigh kommenderades till Kuwait var han stationerad vid Fort Riley i Kansas där han bland annat genomgick en kurs i militärt ledarskap. Han menade senare att det var i armén han fick lära sig att stänga av sina känslor. Efter att ha återvänt från Kuwait bestämde sig McVeigh för att försöka bli en del av gröna baskrarna, men han misslyckades i de krävande inträdestesterna och lämnade därefter armén.

### Vägen till Oklahoma City
1992 hankade McVeigh sig fram på tillfälliga arbeten och blev alltmer ilsken över hur myndigheterna behandlade människor som bar vapen. Han propagerade, bland annat genom att dela ut flygblad, för att det är varje medborgares fulla rätt att bära vapen för att kunna försvara sig. I april 1993 for han till davidianernas högkvarter Ranch Apocalypse i Waco, Texas för att visa den kristna sekten sitt stöd då de blivit belägrade av FBI och militären. McVeigh hade redan 1992 blivit mycket upprörd över FBI:s agerande vid Ruby Ridge i norra Idaho 1992 då en prickskytt vid FBI Hostage Rescue Team hade skjutit ihjäl en civilperson. Vid vapenmässor lämnade McVeigh därefter ut skyttens namn och adress i hopp om att någon inom den patriotiska rörelsen skulle döda denne. Den nämnda skytten var också han på plats i Waco.
Den 19 april stormade FBI och militären ranchen vilket slutade med att 74 personer, varav ungefär 25 barn, dog i den eldhärjade byggnaden. Militären hade använt CS-gas, en typ av tårgas, även mot kvinnor och barn och särskilt denna omständighet gjorde McVeigh än mer förbittrad och han började nu att planera en hämndaktion. Han funderade på att mörda prickskytten och även justitieminister Janet Reno som han ansåg bar ansvaret för Waco-belägringens blodiga upplösning.
På vapenmässor fortsatte McVeigh göra reklam för boken The Turner Diaries, publicerad 1978 (under pseudonymen "Andrew Macdonald") av vit separatism-ledaren William Pierce. Boken skildrar hur de vita i USA gör revolution, störtar de federala myndigheterna och därefter inleder ett raskrig i vilket samtliga judar och icke-vita förintas. I april 1993 flyttade McVeigh tillfälligt in hos en Terry Nichols, som senare skulle komma att bli hans medbrottsling, på dennes lantgård i Michigan där han snart lärde sig att tillverka bomber. McVeigh fortsatte sin agitation mot myndigheterna och började att själv experimentera med olika typer av sprängmedel, bland annat rörbomber.

### Bombdådet
I april 1995 hade McVeigh tillsammans med Nichols lyckats tillverka en ANFO-sprängladdning som de sedan placerade i lastutrymmet på en gul skåpbil. Bomben bestod av ca 2 300 kg ammoniumnitrat och nitrometan, ett bränsle som bland annat används i dragracingfordon. På morgonen den 19 april samma år körde McVeigh skåpbilen in i centrala Oklahoma City, men innan han parkerade den framför Alfred P. Murrah Federal Building stannade han till och antände en femminuters-stubin.
Klockan 09.02 lokal tid detonerade bomben och förstörde byggnadens norra del. Vid denna tidpunkt hade kontoren och daghemmet i byggnaden öppnat för dagen. Förödelsen blev enorm och sprängdådet dödade 168 personer, varav 19 barn, och sårade 650. McVeigh visade senare ingen ånger över de dödade barnen som han benämnde som "sidoskador", men påstod att han skulle ha valt ett annat mål om han hade vetat att daghemmet var öppet.
När McVeigh en dryg timme efter bombdådet färdades i sin skåpbil på Interstate 35 i närheten av Perry, Oklahoma stannades han av en polisman som hade noterat att bilen saknade registreringsskylt. McVeigh, klädd i en T-shirt med en bild på Abraham Lincoln med tillägget "Sic semper tyrannis", erkände att han bar ett vapen och greps därpå för olaga vapeninnehav och för att ha framfört ett fordon utan registreringsskylt. På T-shirtens ryggsida fanns bland annat ett citat av Thomas Jefferson: "The tree of liberty must be refreshed from time to time with the blood of patriots and tyrants" (Frihetens träd måste då och då vattnas med blodet från patrioter och tyranner).
En omfattande eftersökning av misstänkta gärningsmän hade inletts efter bombdådet och tre dagar senare insåg polisen att den redan gripne McVeigh var identisk med den person de sökte.

### Rättegång och död
Till skillnad från de flesta avkunnade dödsdomar i USA dömdes McVeigh till döden av en federal domstol, formellt för mord på åtta federalt anställda; sammanlagt dömd på elva punkter. Ytterligare 160 personer hade dödats i bombdådet, men då morden på dessa personer föll under delstaten Indianas jurisdiktion, och då McVeigh redan hade dömts till döden av en federal domstol, åtalades han aldrig för dessa mord.
Den 2 juni 1997 fälldes McVeigh på samtliga elva punkter enligt det federala åtalet och elva dagar senare ådömdes han dödsstraff. Efter flera år av ytterligare utredningar och nådeansökningar avrättades McVeigh genom en giftinjektion klockan 07.14 lokal tid den 11 juni 2001 i det federala fängelset Federal Correctional Complex i Terre Haute i delstaten Indiana. McVeigh yttrade aldrig några sista ord men lämnade precis innan sin död över en handskriven kopia av dikten "Invictus" (av den engelske poeten William Ernest Henley) till en av fängelsevakterna. Dikten avslutas med orden: "I am the master of my fate: I am the captain of my soul." (Jag är herre över mitt öde, jag är kaptenen över min själ) McVeighs kropp kremerades och hans aska överlämnades till hans advokat som strödde ut den på hemlig ort.